# 那谷村
那谷村（なたむら）は、石川県江沼郡に存在した村。

## 地理
- 現在の小松市南西部。那谷寺が所在する村である。
- 農業、製造業などが村の主な産業だった。

## 歴史
- 1889年（明治22年）4月1日 - 町村制の施行により、江沼郡那谷村、菩提村及び滝ヶ原村の区域をもって、江沼郡那谷村が発足する。
- 1914年（大正3年） - 温泉電軌（後の北陸鉄道連絡線）が開通し、那谷寺駅を設置。
- 1955年（昭和30年）4月1日 - 小松市に編入する。3大字はそのまま小松市の町名に継承。